# Max Braun (ingénieur)
Pour les articles homonymes, voir Max Braun et Braun.
Wilhelm Max Braun, communément Max Braun, né le 25 octobre 1890 à Schillgallen (Arrondissement d'Heydekrug, province de Prusse-Orientale, Empire allemand) et mort le 6 novembre 1951 à Francfort-sur-le-Main (République fédérale d’Allemagne) est un ingénieur, inventeur et entrepreneur allemand. Il est le fondateur de ce qui est aujourd'hui la multinationale Braun.

## Origines
Max Braun est né à Schillagen en province de Prusse-Orientale dans l'arrondissement d'Heydekrug. Ce territoire qui appartenait alors à l'Empire allemand fait aujourd'hui partie de l'enclave russe de Kaliningrad et son village natal n'existe plus. Il est le fils du paysan et marin Friedrich August Braun, dont il est le sixième enfant sur sept,. Celui-ci mourut durant l'année de sa naissance.

## Éducation et début de carrière
À quatorze ans, après avoir fini la Volksschule et pour commencer à gagner sa propre vie, il débute un apprentissage dans une usine de construction de machines de sa région natale (1905-1909),. À la fin de ces quatre années d'apprentissage, il conçut une batteuse à vapeur qu'il louait à des agriculteurs des environs.
En 1910, il quitta la province de Prusse-Orientale pour Hambourg où il travailla dans une usine de construction de machines et de mécanismes de précision. Il fut aussi brièvement affecté à la construction du Vieux tunnel sous l'Elbe. Après quelques mois, il fut cependant appelé à faire son service militaire à Berlin,.
À la fin de son service militaire de six mois (1911), il décida de rester dans la capitale allemande où il commença à travailler pour l'AEG comme machiniste,. Plus tard, il travailla pour Siemens comme dessinateur technique et une autre usine de construction de machine comme designer industriel.
Parallèlement à ses activités professionnelles, Max Braun prenait des cours du soir en ingénierie, électrotechnique et en anglais. Il fut diplômé en 1914, mais fut de suite enrôlé dans l'armée impériale comme ingénieur militaire à la suite du début de ce qui allait devenir la Première Guerre mondiale. Il fut cependant rappelé par l'AEG après quelques mois pour travailler dans ses usines, (1916-1919).
En novembre 1920, il se maria et partit pour Francfort-sur-le-Main,,.

## Entrepreneur, ingénieur, inventeur

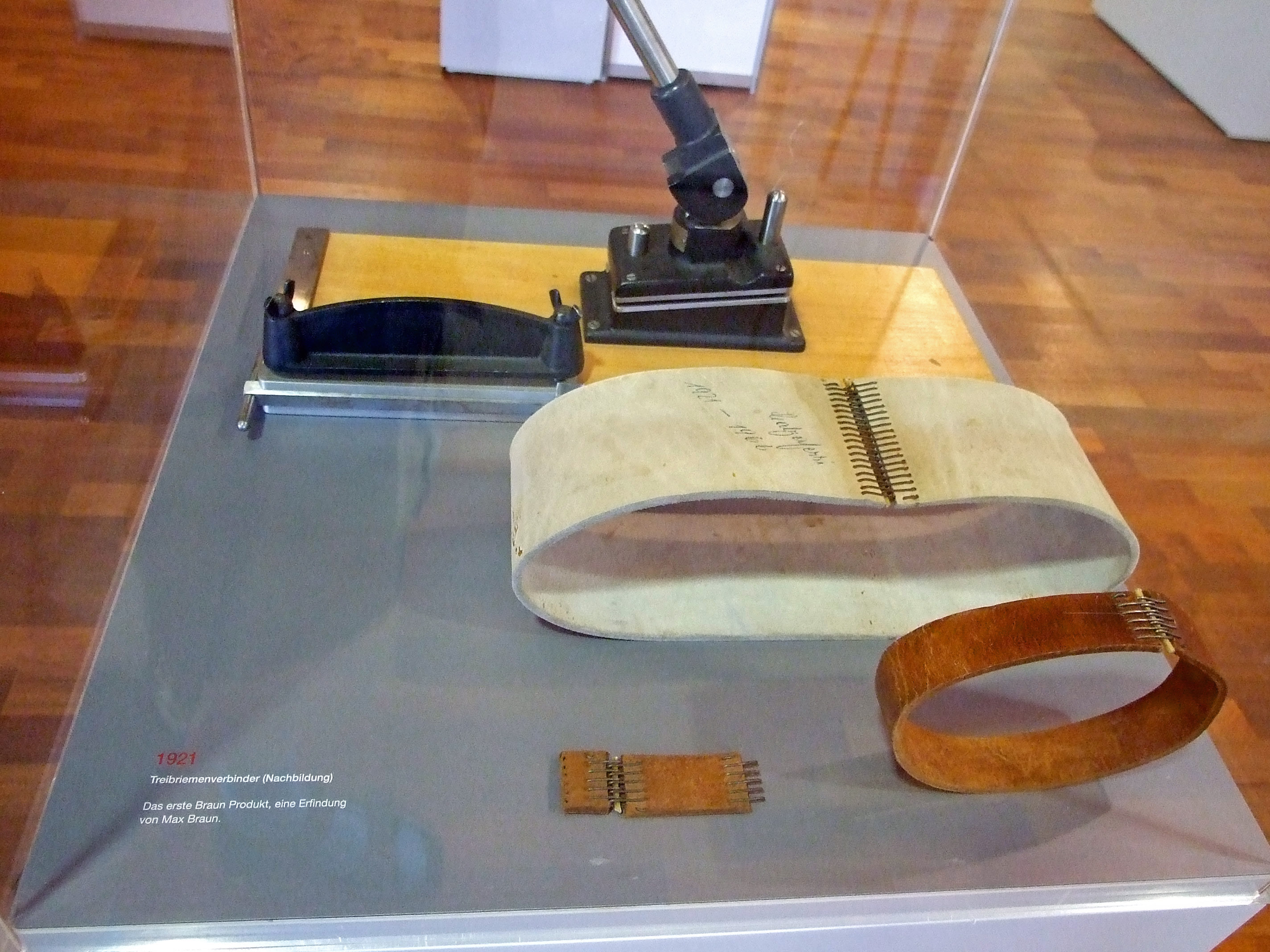
Les courroies, premier produit vendu par Max Braun.

C'est dans le quartier de Bockenheim qu'il ouvrit en 1921 son atelier,,. Il commença par élaborer et vendre des courroies,. Il réussit ensuite à élaborer en 1923 un détecteur d'onde pour radio moins cher que le récepteur à cristal utilisé jusque-là, qu'il breveta sous le nom de « Trump-Walzendetektor », et qui fut récompensé notamment plus tard sur la Internationale Funkausstellung Berlin de 1936. Il continua sur sa lancée et développa et conçut de nombreux composants pour récepteurs radio et autres appareils du genre, dont des fixations à ressorts pour tubes électroniques, des tournes-disques, des bras de lecture, des haut-parleurs, des microphones ou encore des appareils d'enregistrements sonores,. Pour ce faire, il développa aussi des machines permettant d'utiliser la toute nouvelle matière qui était le plastique.
En 1926, Max Braun acheta ses premiers locaux d'usine à Bockenheim et, en 1928, une deuxième usine fut ouverte dans le Gallus.
Max Braun ne vendait ses produits pas qu'en Allemagne, mais aussi dans toute l'Europe et en Afrique du Nord,. En 1930, il ouvrit une filiale à Londres sous le nom de "Elcordon". Il déplaça cette filiale plus tard à Enflied et la renomma "Cosmocord". En 1931, il ouvrit une filiale en France. Toutes les deux furent réquisitionnées durant la Seconde Guerre mondiale en tant que propriétés de l'ennemi.
Ce n'est seulement qu'à partir de 1935 qu'il commença à vendre ses produits sous le nom de marque "Braun".

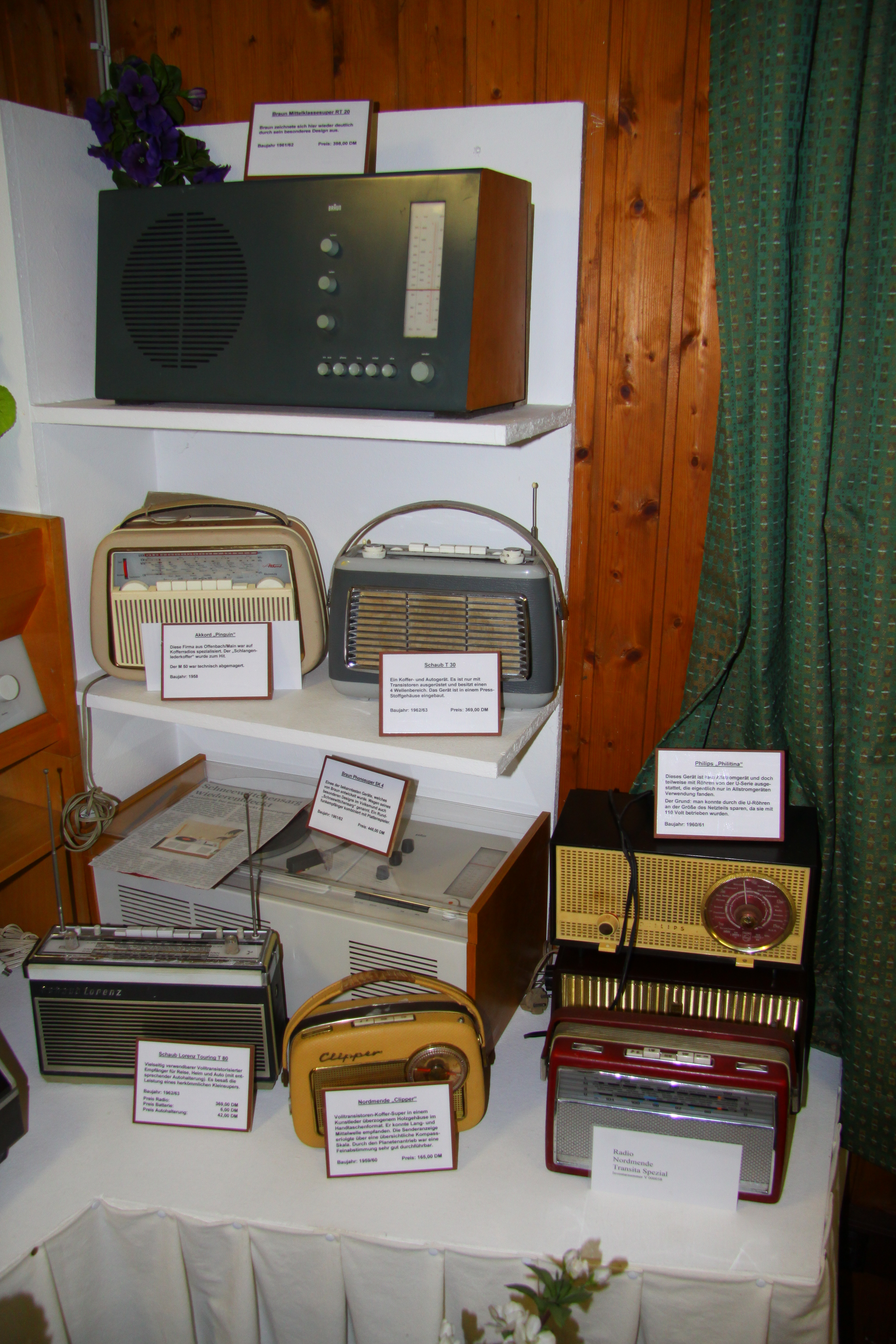
Radios (dont quelques portatives) produites et vendues grâce aux avancées techniques de Max Braun après sa mort par ses deux fils.

C'est encore avant la Seconde Guerre mondiale qu'il construisit les premières radio-valises à batteries, qui permettaient de déplacer sa radio, chose impensable avant, qui récompensé lors de l'Exposition universelle de 1937 à Paris. Durant la même période, il inventa sa lampe portable à dynamo "Manulux".
Avant la Seconde Guerre mondiale, Max Braun avait environ un millier d'employés répartis sur ses deux usines.
Durant les années de guerre, il dut répondre à des commandes militaires, surtout des émetteurs-récepteurs pour la communication ou le contrôle à distance. Durant les années de guerre, l'entreprise employa aussi des prisonniers de guerre.
En 1944, les deux usines de Max Braun furent détruites par des bombardements. Cela ne l’empêcha pas de se relancer dans ses affaires déjà en 1945 et avait en 1948 à nouveau 394 employés.

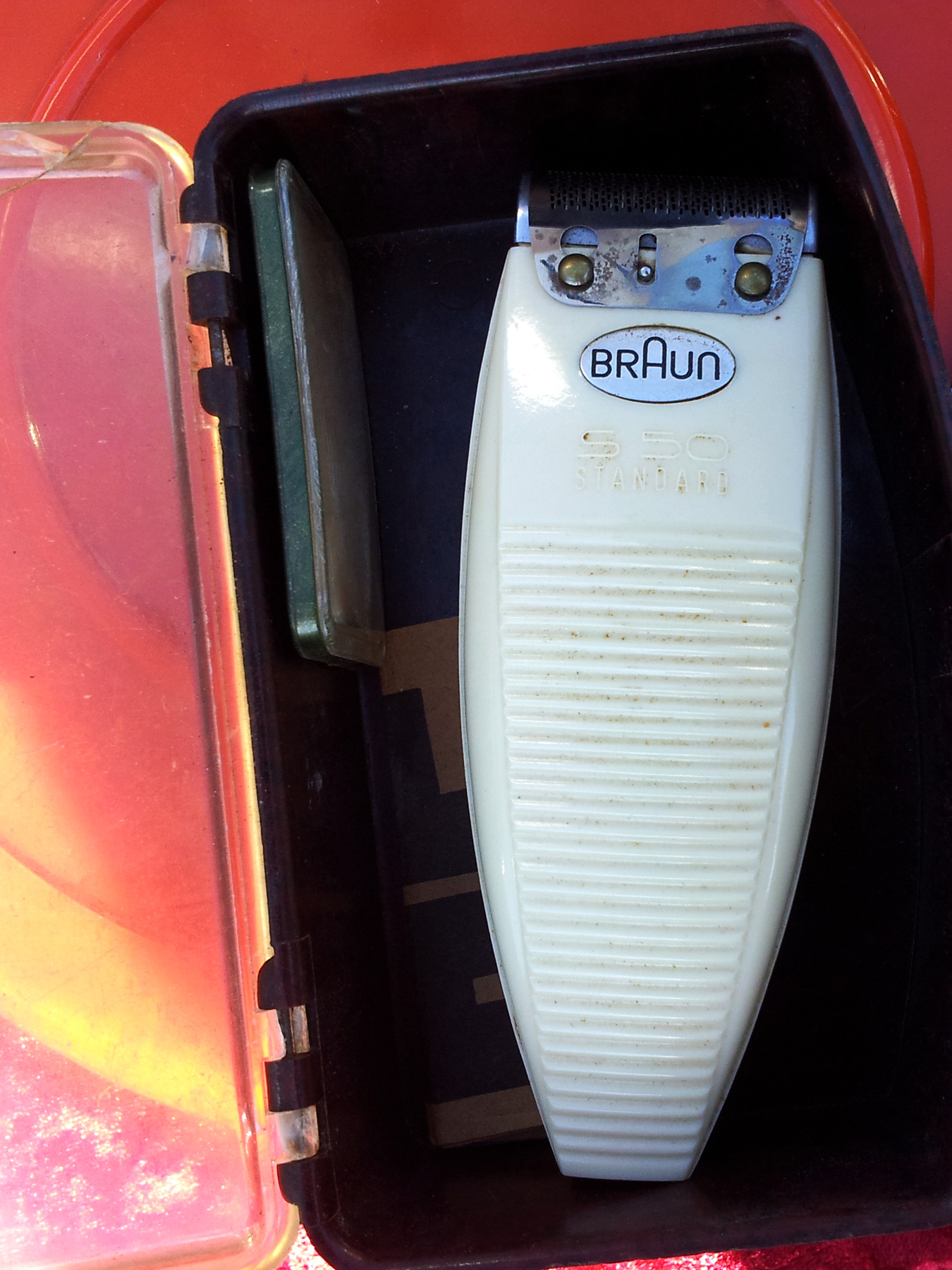
Le rasoir électrique Braun, la dernière invention de Max Braun.

En 1950, Max Braun présenta son premier rasoir électrique et il élabora le « multimix », l'ancêtre du robot de cuisine.

## Mort et suite de son entreprise
Max Braun mourra subitement d'une crise cardiaque le 6 novembre 1951.
Son entreprise, Braun, fut reprise par ses deux fils, Artur Braun (de) et Erwin Braun (de).